# فينر نويشتات

النمسا المنخفضة

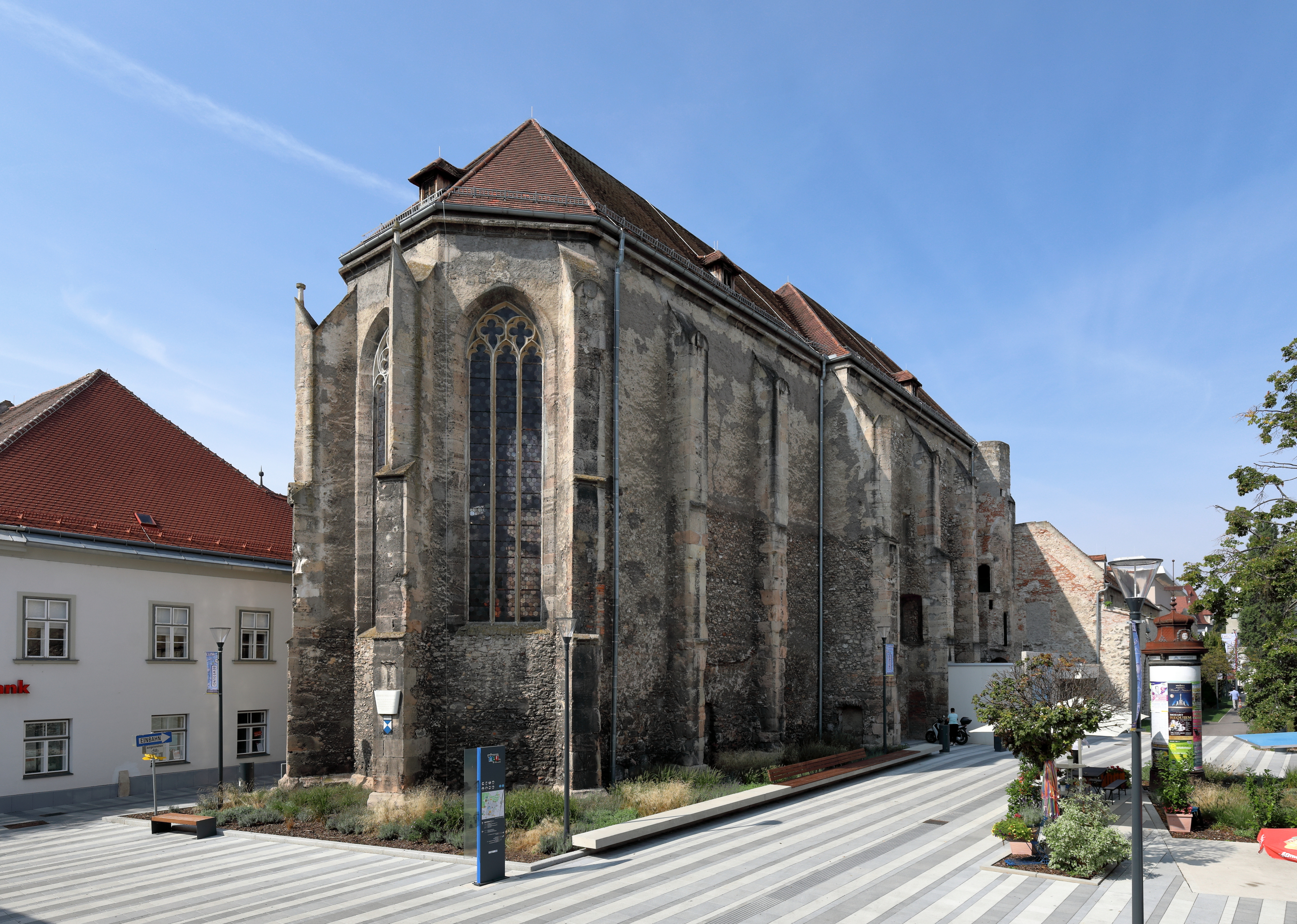
كنيسة سانت بيتر

فينر نوشتات هي إحدى مدن إقليم النمسا السفلى الواقعة في شمال النمسا وتتمتع بحكم ذاتي. يتكون الإقليم من تسعة ولايات. عدد سكانها يقارب اربعون ألف نسمة ومساحتها تبلغ 60.96 كيلومتر مربع ما يعادل 23.5 ميل مربع.
تقع فينر نويشتات جنوب فيينا واسمها يعنى فيينا الجديدة، كانت جزء من ستيريا حتى عام 1278 عندما تحولت إلى آل هابسبورغ بعد معركة مارشفيلد.
قام الدوق ليوبولد الخامس النمساوي بتأسيس المدينة عام 1194 ثم قام ببناء قلعة بالقرب من الحدود المجرية بواسطة اموال الفدية التي تم دفعها له مقابل إطلاق سراح ملك إنجلترا ريتشارد قلب الأسد الذي تم اسره عام 1192 بالقرب من فيينا وذلك عندما كان عائدا من لقاء أخو زوجته هنري الساكسوني.
ازدهرت المدينة اقتصاديا وزاد عدد سكانها بشكل كبير عندما اتخذها فريدريك الثالث إمبراطور روما المقدسة مقرا دائما له وذلك عام 1469.
ماكسيمليان الاول ابن فريدريك الثالث قام أيضا بجعلها مقرا لمزاولة أعماله. عند وفاته تم دفنه في كاتدرائية سانت جورج.
في تلك الفترة تميزت المدينة باحتوائها على أعداد كبيرة من الجالية اليهودية حيث كان يرأسهم الحاخام إسرائيل اسيرلين,لم يكن ذلك يعجب ماكسيمليان الاول فقد ضاق بهم ذرعا وأمر بطردهم جميعا من المدينة وكان ذلك عام 1487.

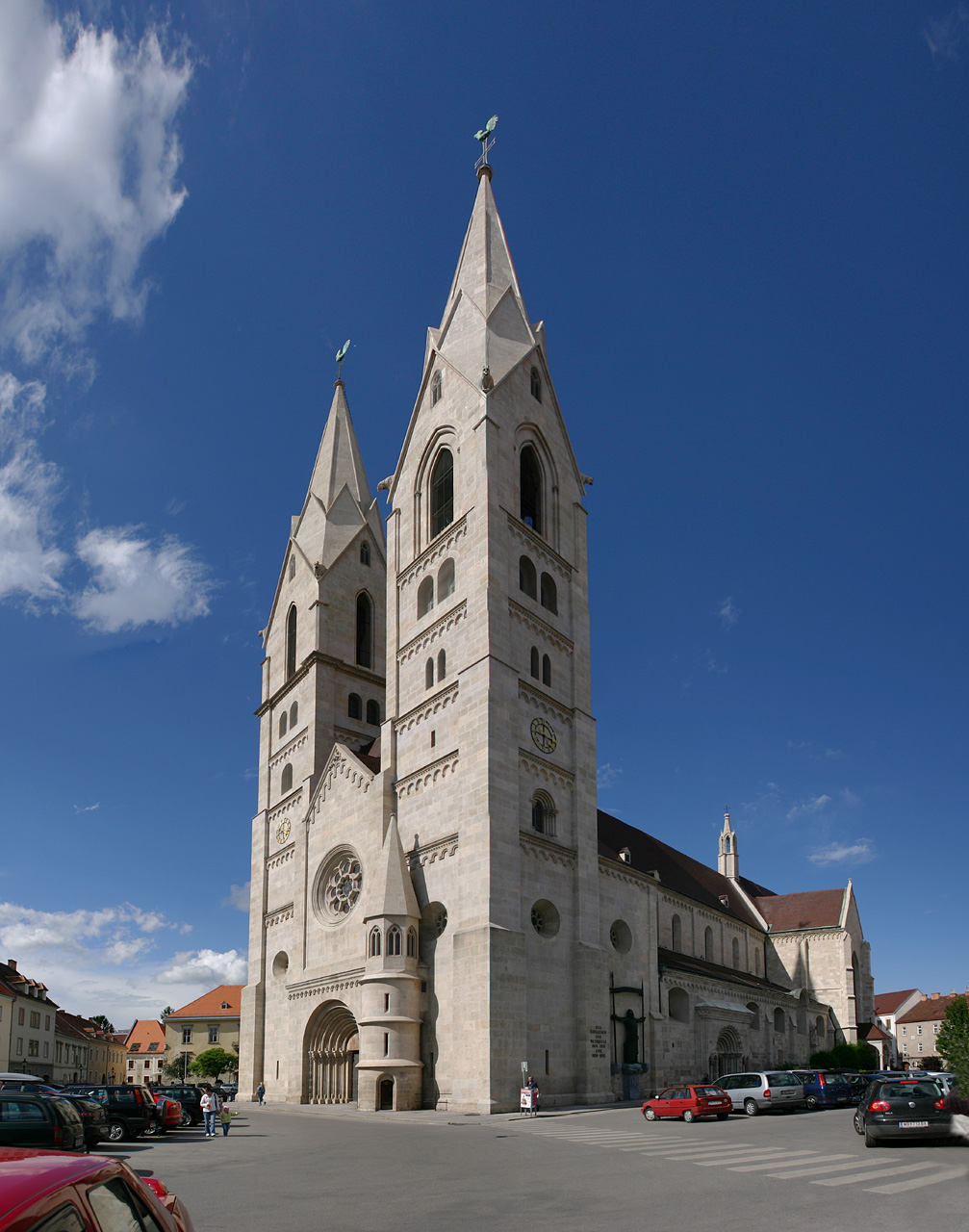
الكاتدرائية

## المناخ
يظهر الجدول التالي التغييرات المناخية على مدار السنة لفينر نويشتات:
| البيانات المناخية لـفينر نويشتات                                 | البيانات المناخية لـفينر نويشتات | البيانات المناخية لـفينر نويشتات | البيانات المناخية لـفينر نويشتات | البيانات المناخية لـفينر نويشتات | البيانات المناخية لـفينر نويشتات | البيانات المناخية لـفينر نويشتات | البيانات المناخية لـفينر نويشتات | البيانات المناخية لـفينر نويشتات | البيانات المناخية لـفينر نويشتات | البيانات المناخية لـفينر نويشتات | البيانات المناخية لـفينر نويشتات | البيانات المناخية لـفينر نويشتات | البيانات المناخية لـفينر نويشتات |
| الشهر                                                            | يناير                            | فبراير                           | مارس                             | أبريل                            | مايو                             | يونيو                            | يوليو                            | أغسطس                            | سبتمبر                           | أكتوبر                           | نوفمبر                           | ديسمبر                           | المعدل السنوي                    |
| ---------------------------------------------------------------- | -------------------------------- | -------------------------------- | -------------------------------- | -------------------------------- | -------------------------------- | -------------------------------- | -------------------------------- | -------------------------------- | -------------------------------- | -------------------------------- | -------------------------------- | -------------------------------- | -------------------------------- |
| الدرجة القصوى °م (°ف)                                            | 19.0 (66.2)                      | 19.6 (67.3)                      | 25.3 (77.5)                      | 27.0 (80.6)                      | 30.7 (87.3)                      | 34.5 (94.1)                      | 36.9 (98.4)                      | 37.4 (99.3)                      | 33.5 (92.3)                      | 25.6 (78.1)                      | 20.9 (69.6)                      | 19.7 (67.5)                      | 37.4 (99.3)                      |
| متوسط درجة الحرارة الكبرى °م (°ف)                                | 3.2 (37.8)                       | 5.5 (41.9)                       | 10.1 (50.2)                      | 15.2 (59.4)                      | 20.5 (68.9)                      | 23.2 (73.8)                      | 25.7 (78.3)                      | 25.4 (77.7)                      | 20.6 (69.1)                      | 14.8 (58.6)                      | 7.8 (46.0)                       | 4.2 (39.6)                       | 14.7 (58.5)                      |
| المتوسط اليومي °م (°ف)                                           | −0.8 (30.6)                      | 0.7 (33.3)                       | 4.6 (40.3)                       | 9.2 (48.6)                       | 14.5 (58.1)                      | 17.6 (63.7)                      | 19.7 (67.5)                      | 19.1 (66.4)                      | 14.6 (58.3)                      | 9.1 (48.4)                       | 3.5 (38.3)                       | 0.5 (32.9)                       | 9.4 (48.9)                       |
| متوسط درجة الحرارة الصغرى °م (°ف)                                | −4.2 (24.4)                      | −3.1 (26.4)                      | 0.2 (32.4)                       | 4.1 (39.4)                       | 8.6 (47.5)                       | 11.9 (53.4)                      | 13.8 (56.8)                      | 13.5 (56.3)                      | 9.9 (49.8)                       | 5.0 (41.0)                       | 0.3 (32.5)                       | −2.6 (27.3)                      | 4.8 (40.6)                       |
| أدنى درجة حرارة °م (°ف)                                          | −24.9 (−12.8)                    | −24.4 (−11.9)                    | −23.4 (−10.1)                    | −5.8 (21.6)                      | −1.4 (29.5)                      | 0.8 (33.4)                       | 4.2 (39.6)                       | 4.4 (39.9)                       | 0.3 (32.5)                       | −9.1 (15.6)                      | −17.8 (0.0)                      | −21.7 (−7.1)                     | −24.9 (−12.8)                    |
| الهطول مم (إنش)                                                  | 25.5 (1.00)                      | 25.3 (1.00)                      | 38.0 (1.50)                      | 43.0 (1.69)                      | 70.5 (2.78)                      | 81.9 (3.22)                      | 80.1 (3.15)                      | 70.6 (2.78)                      | 55.9 (2.20)                      | 35.7 (1.41)                      | 42.0 (1.65)                      | 30.5 (1.20)                      | 599.0 (23.58)                    |
| متوسط تساقط الثلوج سم (إنش)                                      | 15.0 (5.9)                       | 11.5 (4.5)                       | 10.1 (4.0)                       | 1.6 (0.6)                        | 0.0 (0.0)                        | 0.0 (0.0)                        | 0.0 (0.0)                        | 0.0 (0.0)                        | 0.0 (0.0)                        | 0.1 (0.0)                        | 6.9 (2.7)                        | 11.5 (4.5)                       | 56.7 (22.3)                      |
| متوسط أيام هطول الأمطار (≥ 1.0 mm)                               | 5.6                              | 5.4                              | 7.2                              | 7.7                              | 9.4                              | 10.5                             | 8.8                              | 8.6                              | 7.4                              | 5.7                              | 6.9                              | 6.7                              | 89.9                             |
| متوسط الرطوبة النسبية (%) (at {{{time day}}})                    | 70.8                             | 63.9                             | 55.7                             | 50.4                             | 52.3                             | 53.0                             | 49.6                             | 50.3                             | 55.1                             | 60.1                             | 69.8                             | 72.9                             | 58.7                             |
| ساعات سطوع الشمس الشهرية                                         | 64.0                             | 92.8                             | 133.7                            | 170.8                            | 218.9                            | 214.6                            | 240.8                            | 225.8                            | 166.4                            | 125.1                            | 68.9                             | 51.9                             | 1٬773٫7                          |
| نسبة وصول أشعة الشمس                                             | 26.1                             | 35.8                             | 40.0                             | 45.7                             | 51.5                             | 50.8                             | 56.5                             | 56.2                             | 49.2                             | 41.7                             | 27.8                             | 22.3                             | 42.0                             |
| المصدر: المعهد المركزي للأرصاد الجوية والديناميكا الجيوديناميكية |                                  |                                  |                                  |                                  |                                  |                                  |                                  |                                  |                                  |                                  |                                  |                                  |                                  |

## توأمة
لفينر نويشتات اتفاقيات توأمة مع كل من:
- هاربن
- ديسينزانو دل غاردا
- مونهايم آم راين

## أعلام
- فيرنر شلاجر
- دومينيك ثيم
- لوثر رندوليك
- إليزابيث من سيمرن-شبونهايم
- إليانور البرتغالية
- ألبرت السابع، أرشيدوق النمسا
- ماكسيليان الثالث، أرشيدوق النمسا